# Veronica cheesemanii
Veronica cheesemanii är en grobladsväxtart. Veronica cheesemanii ingår i släktet veronikor, och familjen grobladsväxter.

## Underarter
Arten delas in i följande underarter:
- V. c. cheesemanii
- V. c. flabellata